# Italsko-turecká válka
Italsko-turecká válka (Tripolská válka) byla válka Italského království proti Osmanské říši vedená pod záminkou ochrany italských zájmů v severní Africe. Vyhlášena 29. září 1911, skončila 18. října 1912 mírem z Lausanne, kdy Turecko postoupilo Itálii Tripolsko, Kyrenaiku a Fezzán (tj. území dnešní Libye) a dále souostroví Dodekanés.

## Příčiny
Již od 19. a 20. století sílily v Itálii hlasy požadující italskou kolonizaci území dnešní Libye, tehdy volně závislé na Osmanské říši. Tyto požadavky Itálie nastolila již na berlínském kongresu roku 1878, kde obdržela souhlas od ostatních velmocí. Kolonizace měla umožnit uplatnění pro chudé obyvatelstvo především jižní Itálie, které jinak volilo osud vystěhovalců do USA a Latinské Ameriky. Premiér Giovanni Giolitti chtěl také zahraničním angažmá řešit svou domácí neoblíbenost. Turecké území se zdálo jako snadná kořist vzhledem k slabosti tohoto impéria.

## Průběh

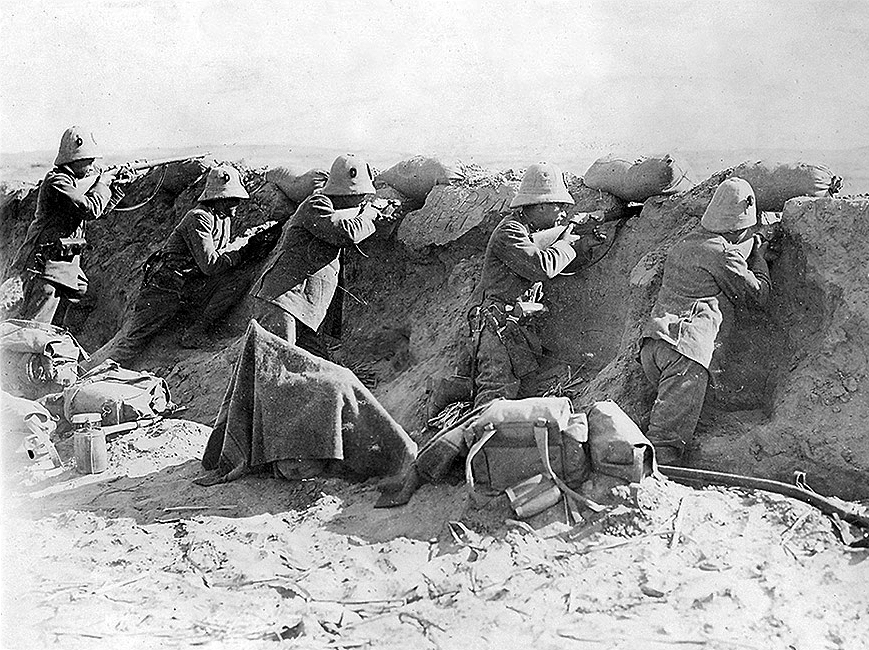
Italské jednotky v boji o Tripolis

V noci z 26. na 27. září 1911 předložila Itálie Osmanské říši ultimátum požadující předání severoafrických území. Turecko s rakousko-uherským zprostředkováním vyjádřilo ochotu přenechat Itálii kontrolu těchto území, pokud si nad nimi zachová formální svrchovanost. Přesto Itálie 29. září vypověděla válku.

## Námořní operace

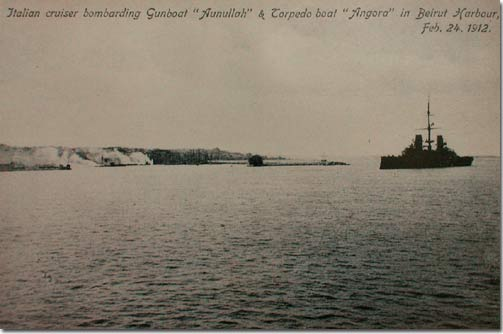
Italský křižník třídy Giuseppe Garibaldi ostřeluje 24. února 1912 turecká plavidla u Bejrútu

K prvnímu střetu mezi italskou královskou námořnictvo a osmanským námořnictvem došlo v Turky držené Albánii, v přístavu Preveza (29.–30. září 1911). Skupina 5 italských torpédoborců pod vedením Luigiho Amedea, vévody z Abruzzi, potopila 4 turecké torpédoborce a zajala jedno pomocné plavidlo. Také zámek svatého Ondřeje byl poškozen palbou děl. Další akcí byla dělostřelecká podpora italské armády během bojů o přístav Tobruk (29. prosince 1911 – 9. ledna 1912), které ovšem skončily neslavně. Reputaci si královské námořnictvo spravilo při střetu v zátoce Kufunda v Rudém moři, kde úderný svaz složený z křižníku a dvou torpédoborců 7. ledna 1912 zničil postupně 7 tureckých dělových člunů. Italové tak de facto zničili osmanské válečné námořnictvo v Rudém moři a do konce války zablokovali přístav Al Hudaydah. 24. února 1912 napadly dva italské pancéřové křižníky Giuseppe Garibaldi a Francesco Ferruccio pod vedením kontradmirála Paola Thaona di Revel přístav Bejrút, kde Italové zničili starý turecký bateriový pancéřník Avnillah, torpédovku Angora a šest zásobovacích remorkérů. Ve dnech 4.–16. května 1912 krylo italské námořnictvo úspěšnou invazi na ostrov Rhodos, což přispělo k tomu, že Itálie posléze obsadila Jižní Sporady.

## Pozemní boje

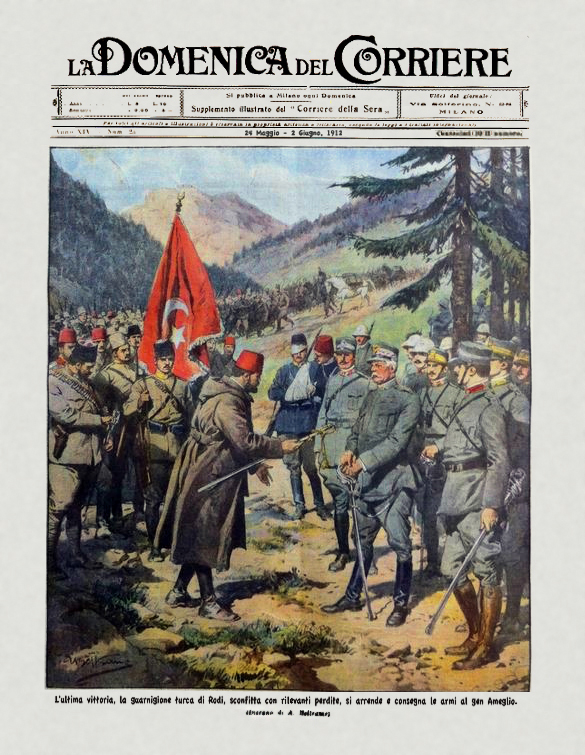
Kapitulace turecké posádky na Rhodu roku 1912

3. října začalo vylodění italských sil o počtu 40 000 mužů u Tripolisu. V průběhu dalšího[ujasnit] byla italská síla zvýšena na 100 000. Proti chabě vyzbrojeným tureckým vojskům měli Italové značnou převahu, na stranu nepřítele se však přidalo také místní arabské a berberské obyvatelstvo. Italové na to odpověděli rozsáhlým terorem. 5. listopadu vydala italská vláda dekret o anexi libyjských území, ačkoliv měla pod kontrolou pouze pobřežní oblasti. To umožnilo stíhat arabské vojáky jako vzbouřence.

## Bilance

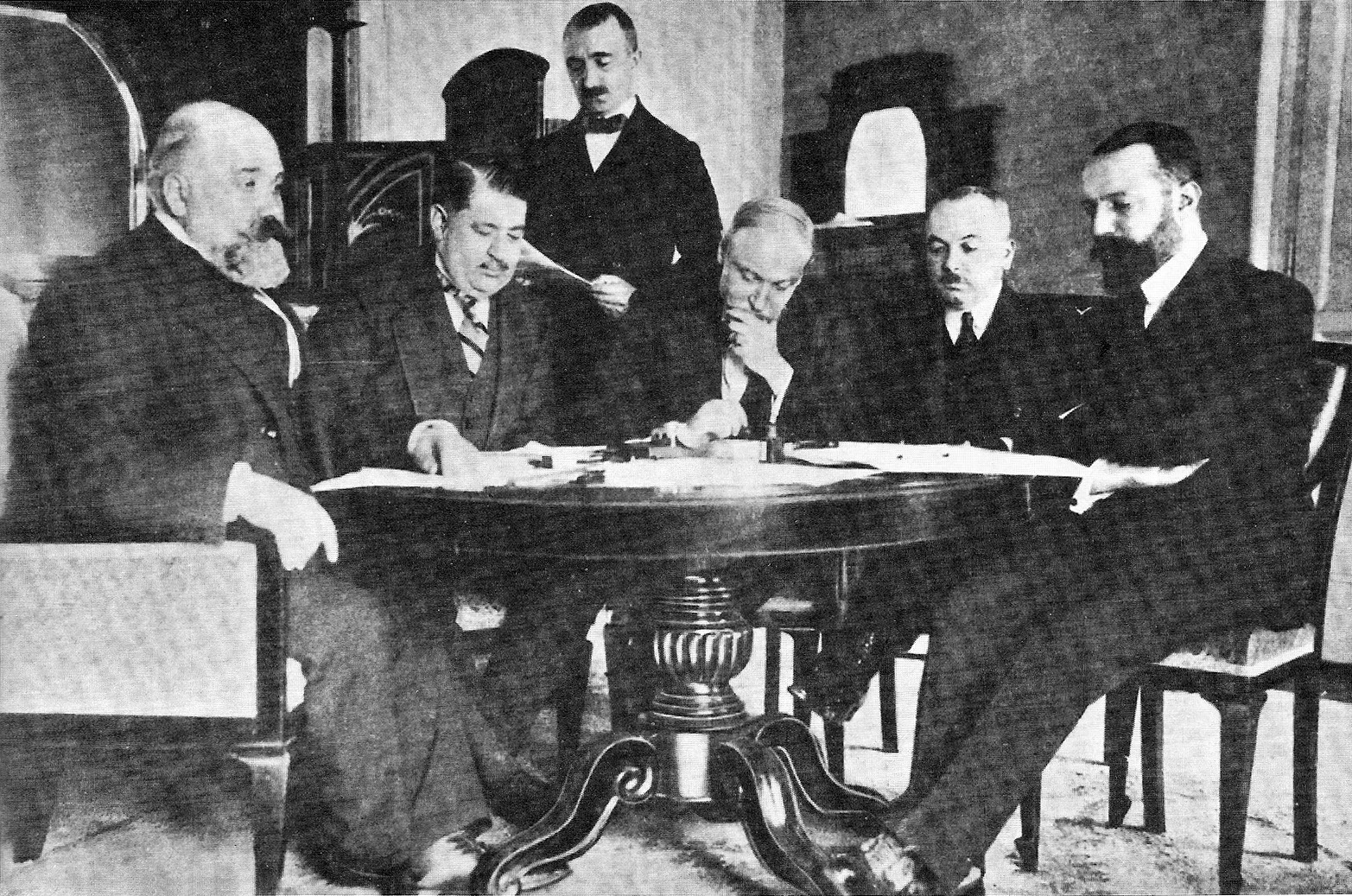
Turecká a italská delegace v Lausanne. Zleva (sedící): Pietro Bertolini, Mehmet Nabi Bey, Guido Fusinato, Rumbeyoglu Fahreddin a Giuseppe Volpi

Italské ztráty za celou válku činily asi 1 500 mužů. Ztráty tureckých vojsk jsou odhadovány na 4 500. Ztráty arabských bojovníků i civilistů byly mnohem vyšší, odhady se různí.
Italsko-turecká válka zaznamenala řadu technických novinek. Poprvé byly (na italské straně) ve válečném konfliktu využity vzducholodě a letadla (Blériot XI), a to jak k průzkumným letům, tak ke shazování bomb.

## Závěr
Italský útok odhalil slabost Osmanské říše. Na začátku roku 1912 se spojily Srbsko, Černá Hora, Bulharsko a Řecko a vstoupily do války proti Turecku. To pro Turecko představovalo mnohem větší ohrožení než vzdálené boje v severní Africe. Proto souhlasilo s uzavřením míru s Itálií a odstoupení libyjských území a Dodekanésu.
Itálie však neměla libyjské provincie ani zdaleka pod kontrolou. Musela čelit guerille místních kmenů, která byla Tureckem podporována. V roce 1914 měla Itálie pod kontrolou pouze třetinu libyjského území. První světová válka donutila Itálii soustředit síly na evropské bojiště a v Africe mezitím ztrácela pozice. Teprve na začátku 30. let se podařilo Mussoliniho režimu tzv. Italskou severní Afriku pacifikovat za cenu značných ztrát na životech.